# Конопля в Таиланде

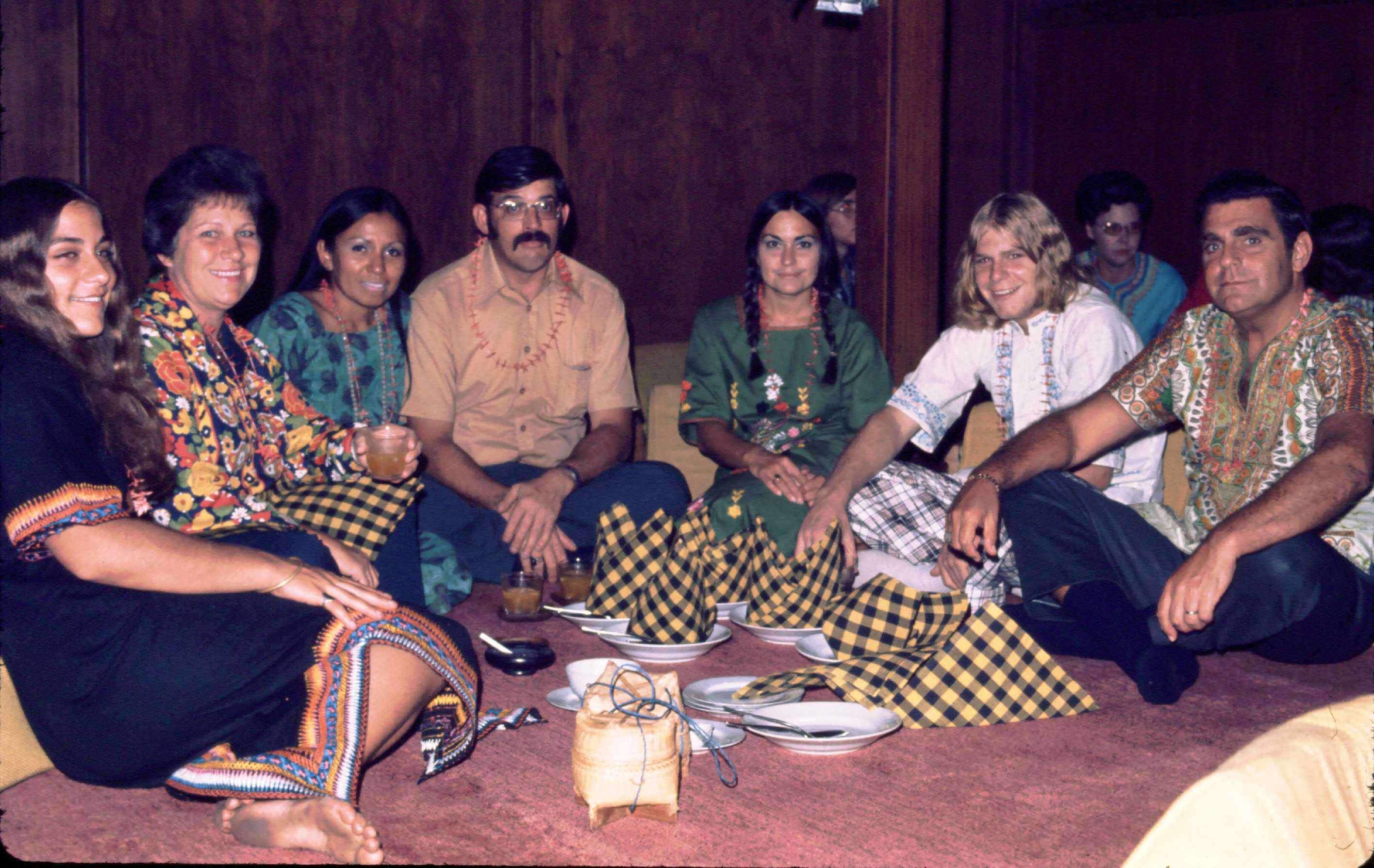
Хиппи в Таиланде курят коноплю

В Таиланде конопля известна под названием Ganja. В соответствии с Законом о борьбе с наркотиками от 1979 года она относилась к пятому классу наркотиков. C 2018 года легализована  марихуана для медицинских целей. А с 9 июня 2022 года марихуану легализовали для частного использования в медицинских целях.

## История
По-видимому, конопля была завезена в Таиланд из Индии. Об этом говорит сходство тайского названия kancha с индийским названием ganja.
До 1979 года хранение, продажа и употребление конопли квалифицировалось в соответствии с Законом о конопле от 1935 года.
В 2018 году Таиланд стал первой страной Восточной Азии, легализовавшей медицинскую марихуану. Закон разрешает и регулирует использование медицинской марихуаны.
В 2022 году власти Таиланда официально разрешили выращивать марихуану для личного пользования, а также продавать сырье или продукты из конопли. Тем не менее, марихуану по-прежнему формально нельзя использовать в рекреационных целях (для удовольствия), запрещено также производить продукты, которые содержат более 0,2% тетрагидроканнабинола.

## Легализация

### Регулирование потребления
Согласно новому закону, люди с одобренными заболеваниями могут употреблять марихуану по рецепту сертифицированного врача. Новое законодательство запрещает пациентам превышать и носить с собой количество марихуаны, указанное их врачом.
Туристы, въезжающие в страну, могут иметь марихуану только в форме, одобренной министерством здравоохранения. Игнорирование соответствующих правил может привести только к конфискации тайника с последующими проблемами. Туристам необходимо иметь при себе медицинские справки, чтобы показать их таможенникам при въезде в страну. Позже они должны получить одобрение FDA.

### Регулирование поставок
Закон Таиланда по существу исключает все иностранные компании, а также компании с большинством иностранного капитала, зарегистрированные в Таиланде, из производства, продажи, импорта, экспорта и переработки каннабиса. Этот шаг рассматривался как попытка защитить местные компании от натиска очень изобретательных и оснащенных современными технологиями иностранных игроков. Правительство продемонстрировало изменение своего прошлого взгляда на вещество, передав лицензионные полномочия от Министерства здравоохранения к FDA. Замена медленного подхода министерства к утверждению лекарств в индивидуальном порядке на массовое лицензирование FDA знаменует собой значительный сдвиг в мышлении политиков. Согласно новому закону, FDA считает, что каннабис ничем не отличается от других законных препаратов, и выдает лицензии, используя простой рутинный подход.Однако без лицензии FDA марихуана является запрещенным наркотиком, и любой, у кого есть 10 кг и более с намерением продать, может получить 15 лет тюрьмы и штраф в размере 1,5 миллиона бат (45 000 долларов США).

### Регулирование распределения
11 мая 2020 года в Таиланде были открыты первые две клиники, работающие на полную ставку и продающие масло каннабиса для лечения. Этот шаг соответствует намерениям правительства продвигать лицензированное использование медицинской марихуаны для лечения различных заболеваний. Эти две клиники являются дополнением к 25 клиникам неполного рабочего дня, которые работают с момента легализации препарата в соответствии с новым законодательством. Если этот опыт принесет многообещающие результаты, правительство готово открыть еще две клиники в рамках запланированной общенациональной сети клиник марихуаны. Люди, которые незаконно употребляли дорогую медицинскую марихуану от подпольных поставщиков, скорее всего, выиграют от этого. Кроме того, FDA разрешило всем больницам Министерства здравоохранения прописывать медицинский каннабис людям с утвержденными заболеваниями.